# Heptacyclus philothermus
Heptacyclus philothermus is een ringworm uit de familie van de Piscicolidae. De wetenschappelijke naam van de soort is voor het eerst geldig gepubliceerd in 1975 door Sawyer, Lawler & Overstreet.